# Gastronomia del Kazakhstan

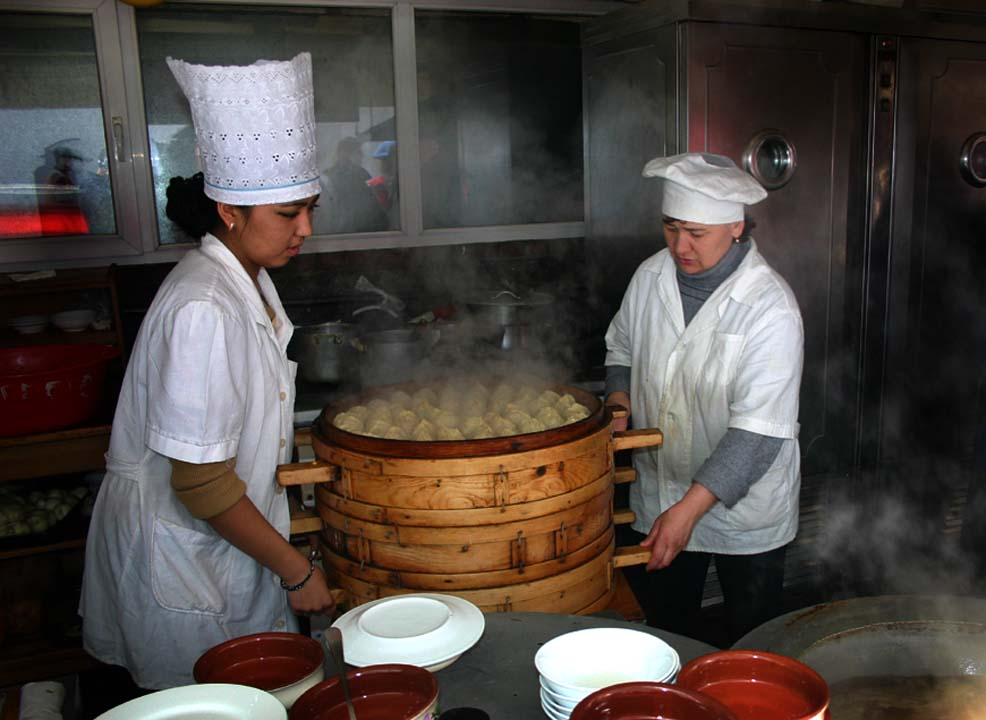
Preparació de menjar a Almati (Kazakhstan).

La gastronomia del Kazakhstan són els hàbits i costums culinaris dels habitants del Kazakhstan. La cuina del país se centra sobretot en el consum de carn de corder i de cavall, així com en el consum i l'elaboració de diferents productes làctics i l'elaboració de pans plans. La gastronomia del país té trets en comú amb altres gastronomies de l'Àsia central d'arrels nòmades com ara la mongola, l'uzbek, la kirguís o la uigur, entre d'altres. Durant centenars d'anys, els kazakhs foren pastors que criaven ovelles de cua grossa, camells bactrians i cavalls, emprant aquests animals per al transport, la confecció de vestimenta i el menjar. Les tècniques de cocció i els principals ingredients han estat influenciats directament per l'estil de vida nòmada dels habitants del país. Per exemple, la majoria de tècniques de cocció es troben dirigides a conservar a llarg termini els aliments. La salaó és un mètode àmpliament emprat, així com l'assecatge; ambdós aplicats normalment a la carn. També hi ha certa preferència per la llet agra, ja que és més apta per a un estil de vida nòmada. La carn en les seves diverses formes sempre ha estat l'ingredient principal, de la mateixa manera que la cocció ha estat el mètode més emprat a l'hora de cuinar. Dins de la carn, el cavall i el corder són els ingredients més populars, i se solen servir cuits en grans peces sense tallar. Al Kazakhstan se solien separar els cavalls que servirien per aliment, separant-los de la resta d'animals i engreixant-los, tant que fins i tot a vegades presentaven problemes de mobilitat.

## Ingredients
Com s'ha dit anteriorment, els ingredients presenten relació amb l'estil de vida nòmada, almenys en el passat, dels habitants del país. La carn és un dels ingredients principals i inclou, anyell, cavall, camell, aviram (pollastre, oca, gall d'indi o ànec), peixos (esturió, salmó, carpa…) i ous de peix com ara el caviar. Els productes com ara el peix provenen de la mar Càspia, al qual el país hi té accés. També hi destaquen alguns productes carnis com ara les salsitxes de carn de cavall (kazy o shuzhuk). Pel que fa als làctics, són freqüents la llet agra, la mantega, el iogurt, formatge de cabra, de vaca, de camell o d'egua, cuallades i llets fermentades.
Pel que fa als vegetals, empren la ceba, la col, l'albergínia, la pastanaga, patates, mongetes, raves, cogombre, tomàquets, carabasses, pèsols, etc. Les fruites més consumides són les pomes -procedents originàriament de la zona de l'Àsia central-; albercocs, gerds, maduixes, préssecs o raïm.

## Menjars
Al Kazakhstan solen prendre tres àpats al dia (esmorzar, dinar i sopar) a més a més de prendre alguns snacks.

### Plats tradicionals

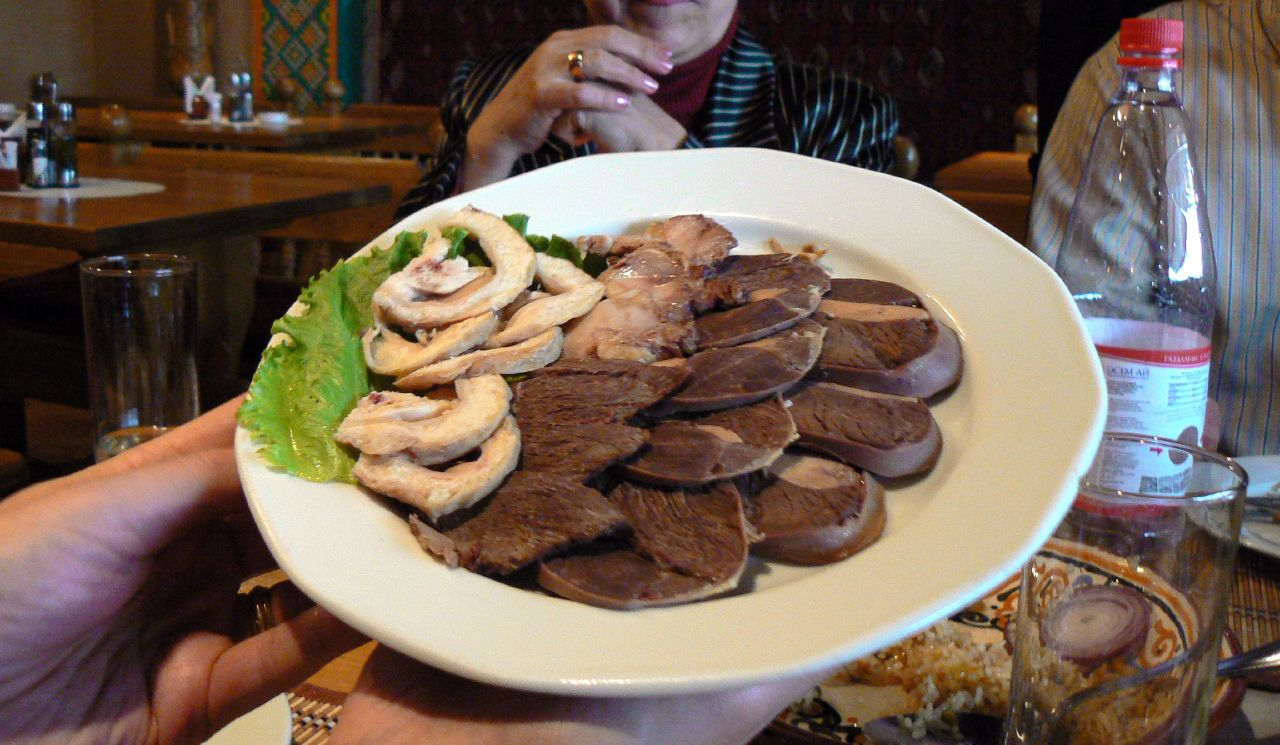
Safata amb carn de cavall servida com a aperitiu.

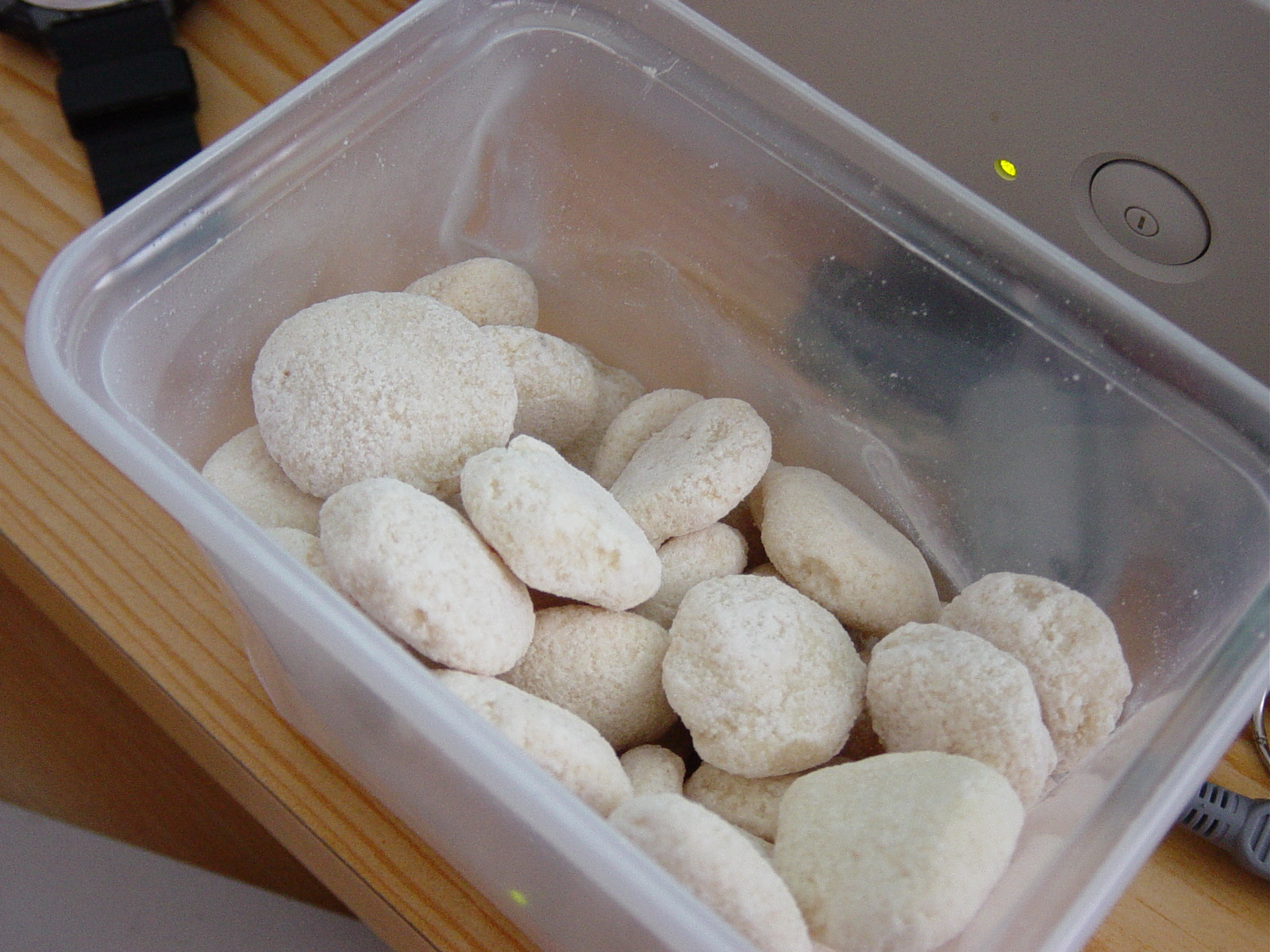
Kurt

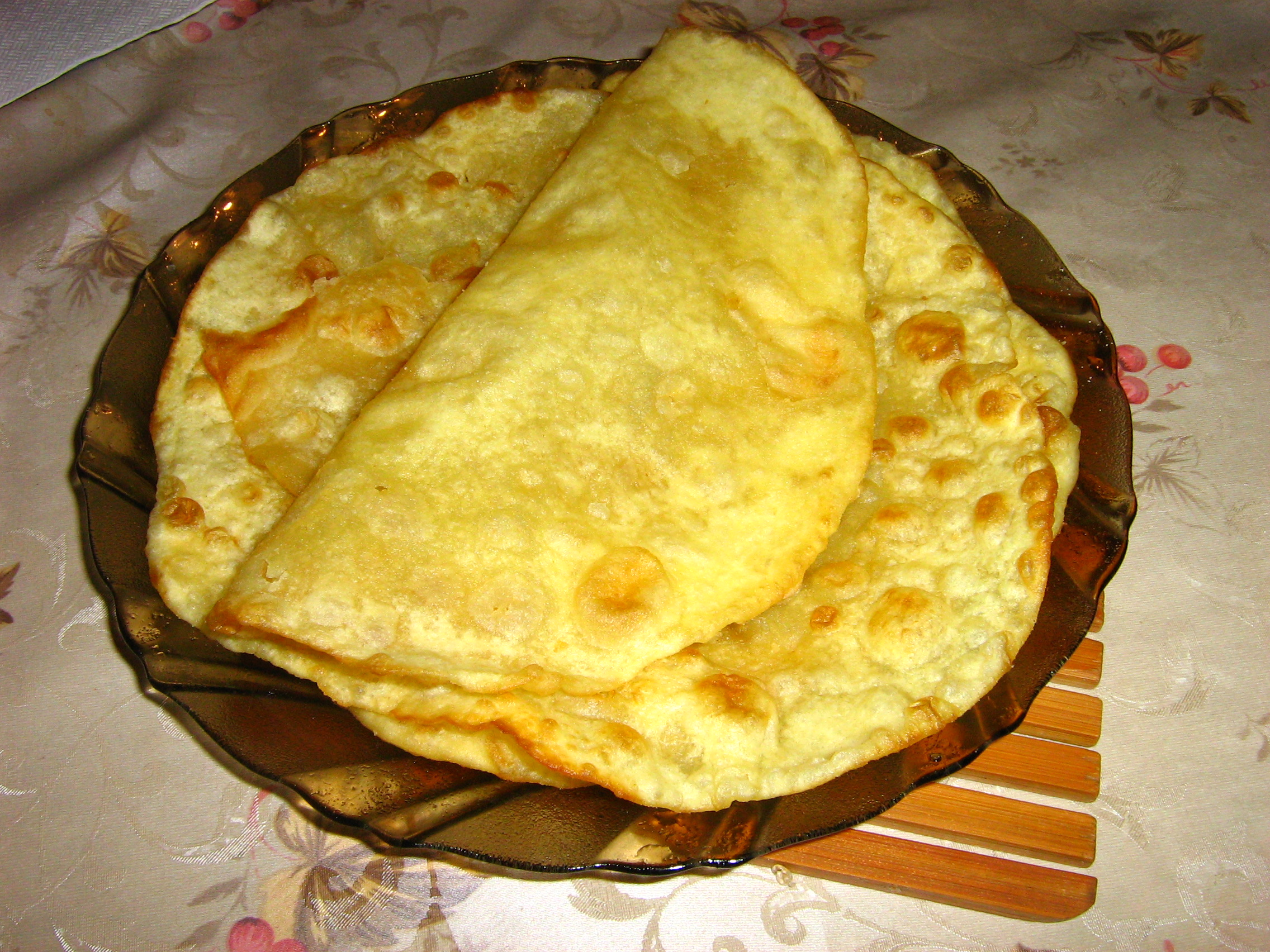
Shelpek

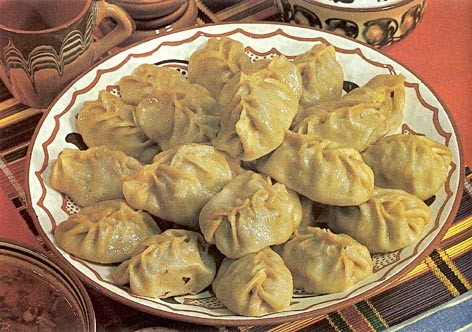
Manti

#### A base de carn
La base de la cuina del Kazakhstan és la carn i, en concret, els cavalls, camells, vaques i ovelles. La de cavall és la principal carn que es consumeix en celebracions, mentre que la d'ovella és la que es consumeix en el dia a dia, així com la de vaca. La carn de camell també és una carn que se sol consumir en celebracions, però no la principal, pel fet que els camells no són tant abundants com els cavalls.
El beshbarmak, un plat compartit amb la cuina del Kirguizstan -així com les kazy-, és un dels plats més populars, consisteix en cavall o anyell bullits en el seu propi suc durant varies hores i servits sobre una capa de pasta bullida i un brou de carn anomenat sorba. Si s'usa carn de xai en comptes de carn de cavall se sol posar el cap bullit de l'ovella davant el comensal més honorat, el qual talla trossos i parts del cap i els ofereix als altres comensals. El plat se sol servir en bols kazakhs anomenats kese.
Altres plats populars amb carn són les kazy, una salsitxa de carn de cavall; el shuzhuk, un altre tipus de salsitxa de carn de cavall; el kuyrdak o kuirdak, un plat fet a base se cavall, ovella o menuts de vaca, amb el cor, el fetge, els ronyons i altres òrgans tallats en daus i servits amb ceba i pebrot. També hi ha diversos menjars fets a base de cavall com ara el zhal (llard de porc i cavall) i el zhaya (carn salada i fumada de la cintura i la pota del darrere del cavall). Un altre plat popular és el palaw (pilav), com a tota l'Àsia central. Aquest es fa a base de carn fregida amb pastanagues, ceba o all, i després se li afegeix arròs.
El kylmai és una salsitxa feta durant el sacrifici de tardor i hivern que es fa omplint els intestins amb carn picada, greix, sang, all, sal i pebre negre. El zhauburek, també conegut com a kebab, és molt popular entre els caçadors; és un plat en que es cuinen petits trossos de carn al foc. L'ulpershek és un plat fet amb el cor, l'aorta i el greix d'un cavall bullits; aquest plat sol ser compartit entre dues o més persones com a símbol d'unitat.
El mypalau és un plat fet amb el cervell d'una ovella, a aquest se li afegeix la medul·la, trossos de carn, greix salat en brou i all; sol ser servit als convidats d'honor. L'akshelek és un os gros de camell que es reparteix entre els nens després de sacrificar i cuinar un camell. Al Kazakhstan també mengen el zhal, la capa de greix que hi ha sota la crinera dels cavalls; sol ser servida a convidats especials, ja que és un producte força rar; també es menja la gropa de cavall bullida (zhaya). El kespe és una sopa de fideus amb salsa de carn amb una certa influència de la cuina russa.

#### Làctics
Els productes làctics inclouen el sut, un tipus de llet bullida. El kaimak és llet agra feta a partir de lelt bullida que, de vegades, se serveix amb el te. El sary mai és matega feta de llet a partir d'un sarró de cuir. Hi ha força aliments que tenen com a base la llet agra: kurt, suzbe, katyk, irimzhik -un tipus de formatge- o airan.
El kumys és una llet de camell o egua fermentada que és força consumida, ja que alguns la consideren beneficiosa per a la salut.

#### Altres plats
Hi ha alguns plats fets a base de farina - Kazakhstan és un dels primers productors de cereals- com ara el baursak; el shelpek, que és un pastís pla; els manti, una mena de dumpling farcit de carn i amb pebre negre, molt típic de l'Àsia central; o el tandyr nan, un pa pla tradiional fet al forn tandoori, molt popular a les ciutats de l'antiga ruta de la seda. El kuimak, el kattama i l'oima són pastes de full fregides en oli i cobertes amb crema. El shalgam, una amanida de rave se sol servir a les festes com a aperitiu.

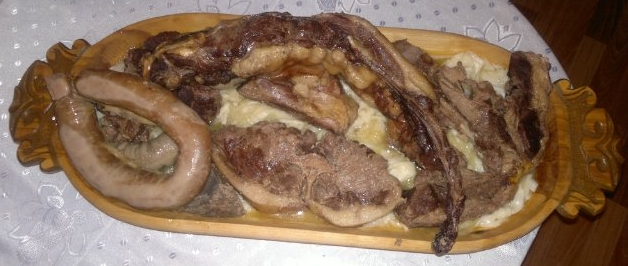
Beshbarmak
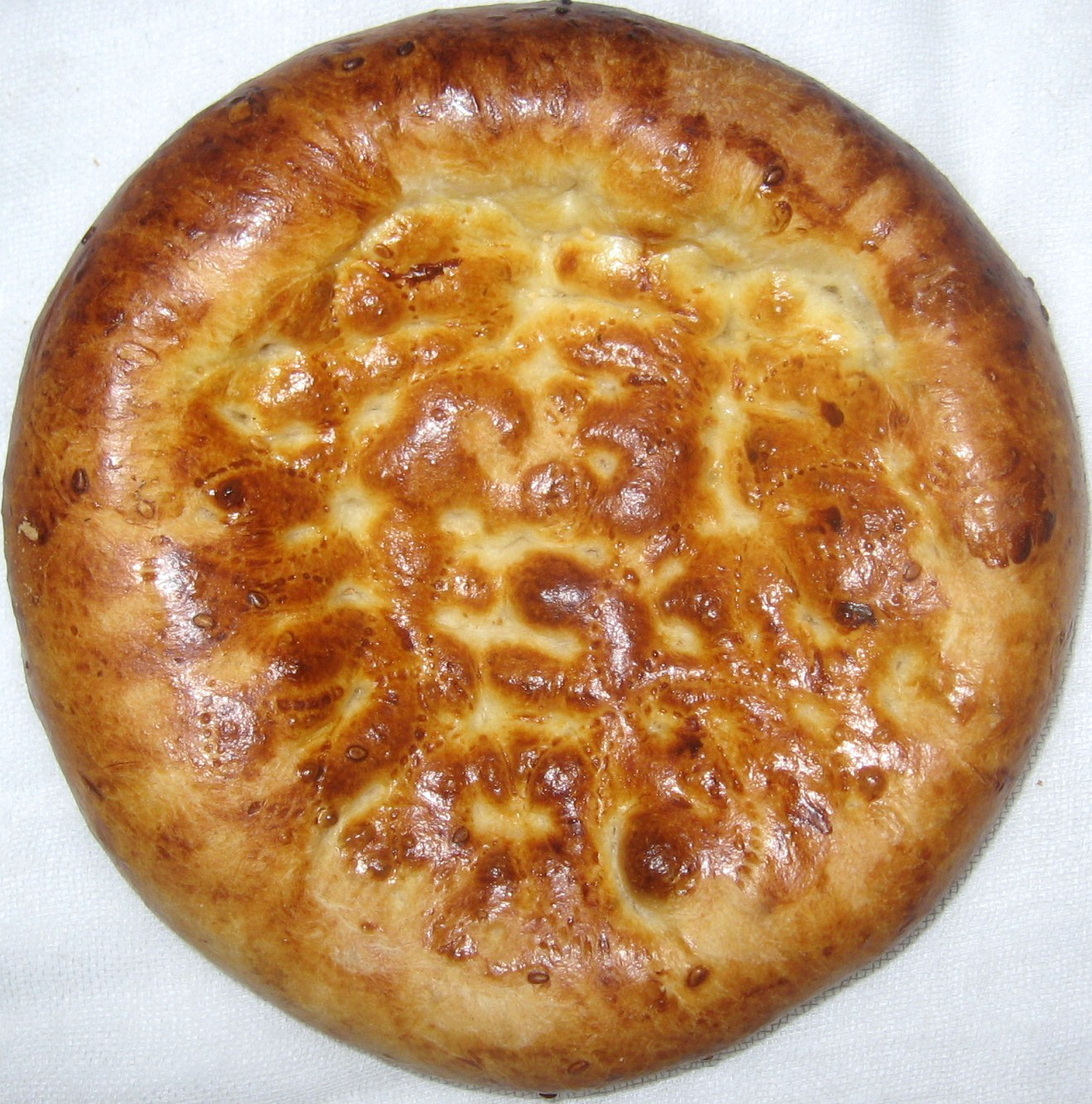
Tandyr nan
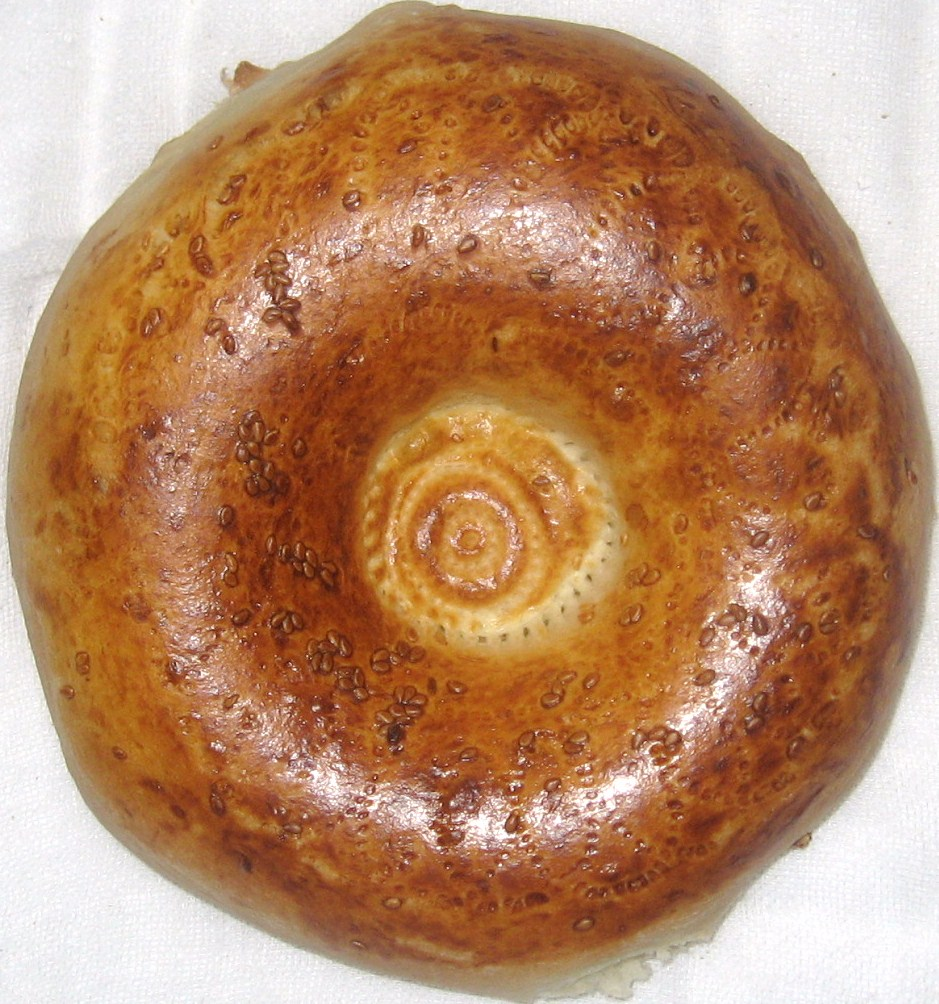
Tokash
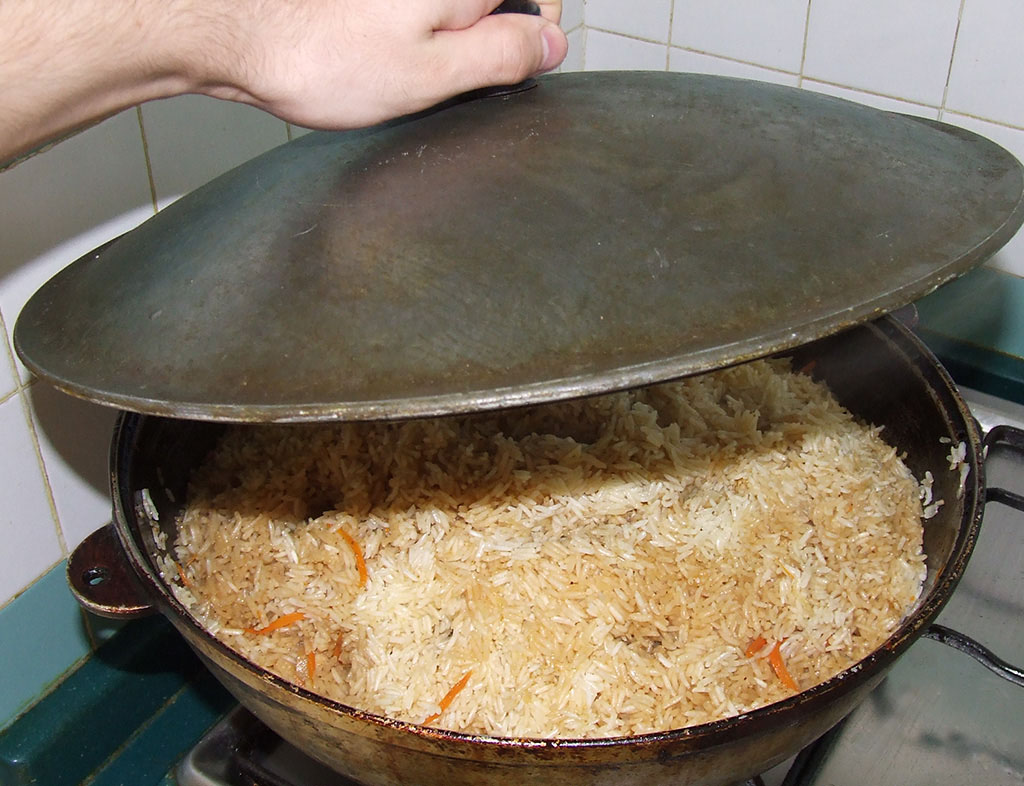
Pilav
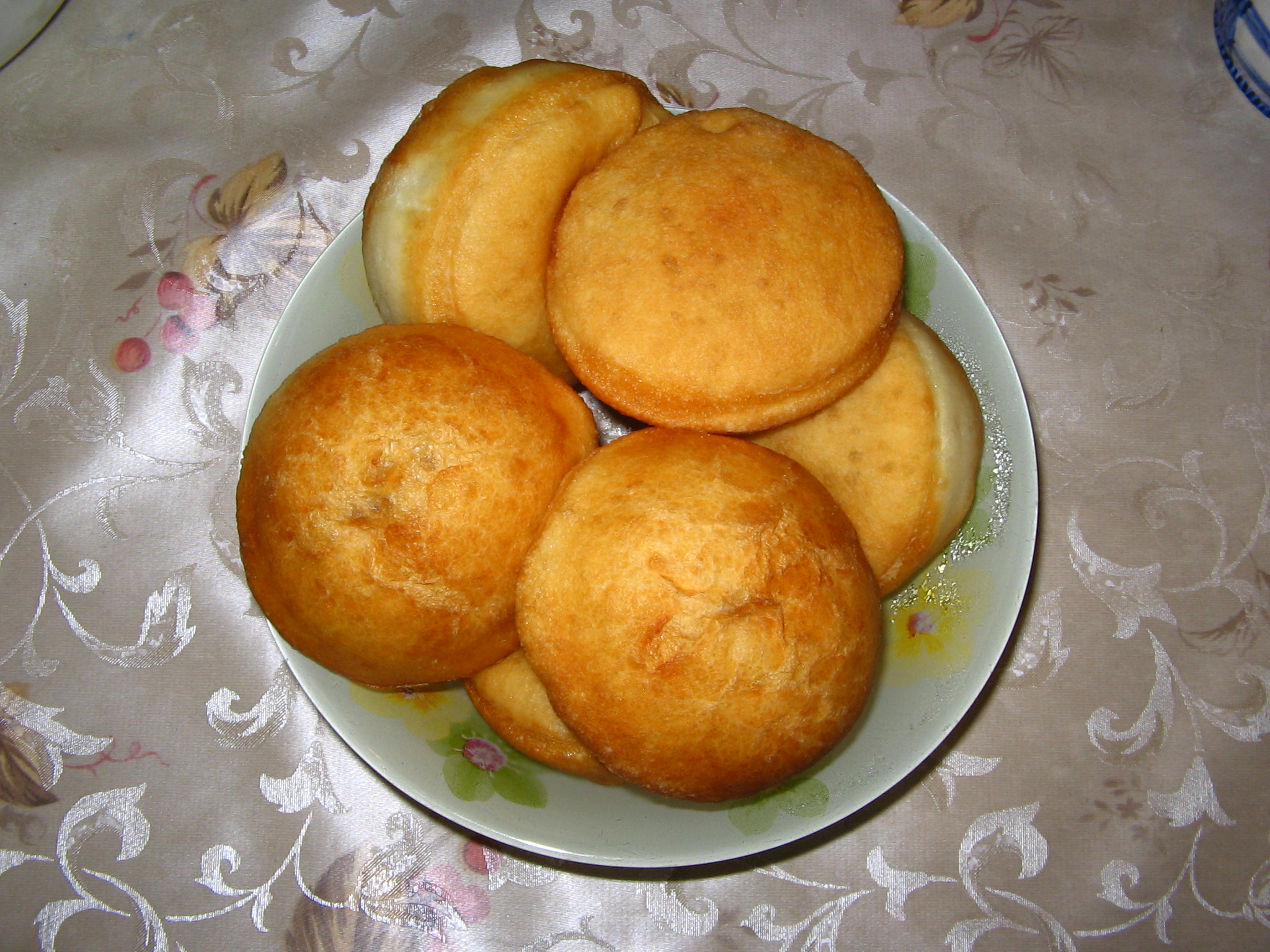
Baursaks

### Begudes

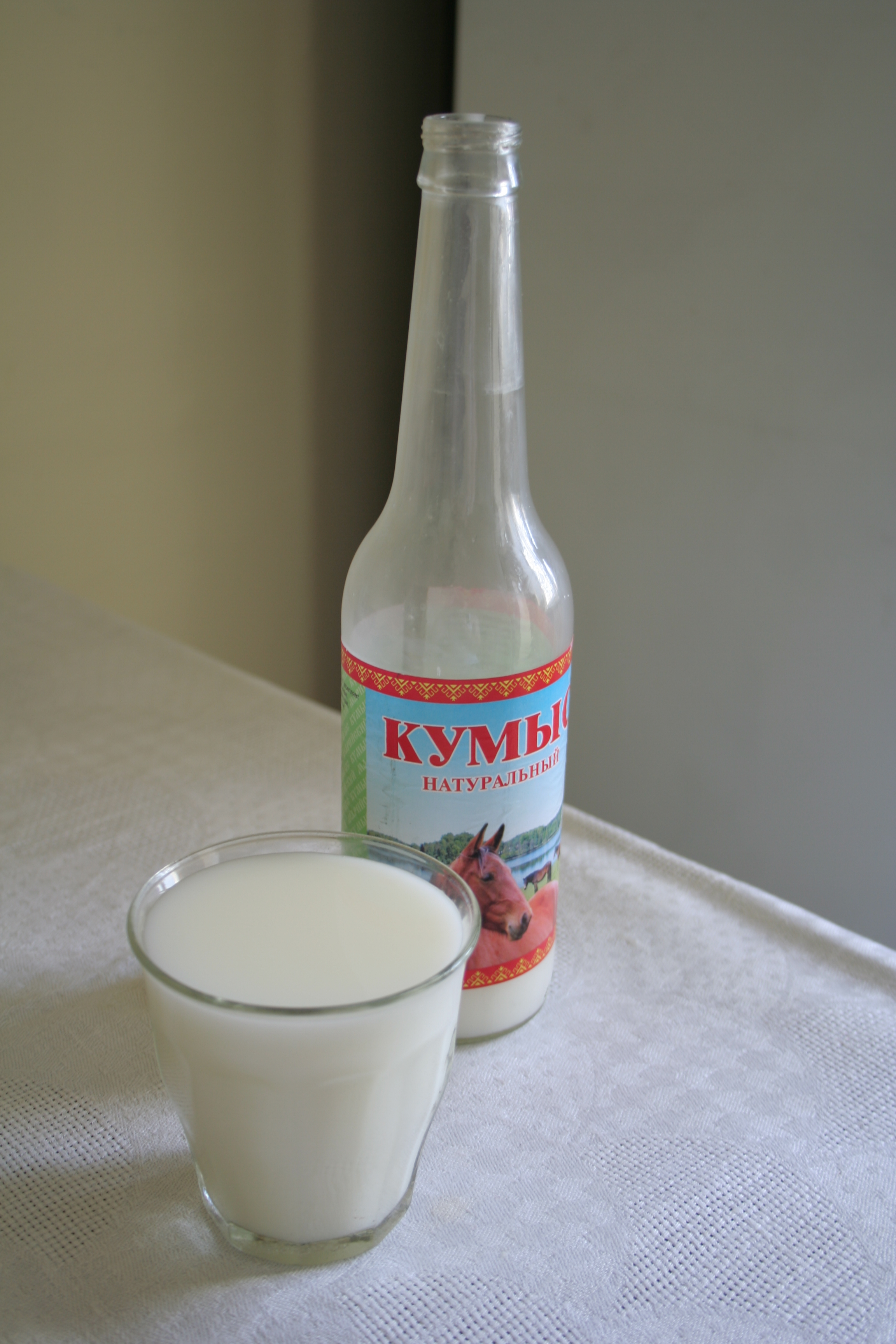
Kumys

Les begudes tradicionals són la llet d'egua fermentada (kumys); la llet de camell fermentada (shubat); la llet de vaca (airan). També hi ha begudes fetes a partir de llet com ara el sèrum de mantega (katyk o ayran); el kaymak (llet agra); el kurt (fet a partir se formatge assecat) i l'irimshik (llet agra assecada, semblant al kurt).
Totes aquestes begudes se solien prendre juntament amb el plat principal o per acabar l'àpat, com per exemple era típic prendre el kumys després del menjar i abans del te.
El te negre va introduir-se des de la Xina gràcies a la ruta de la seda i es consumia tradicionalment amb dolços després del plat principal; actualment el té ha substituït la majoria de begudes tradicionals i pràcticament acompanya tots els àpats. La cerimònia del te, que té les seves arrels en els nòmades de fa uns quants segles, és un ritual especial que es fa als dastarkhans -designació que rep a l'Àsia central l'espai on se sol menjar- del Kazakhstan. El consum de te al Kazakhstan és un dels més elevats del món, amb fins a 1,2 kg per persona.